# Sakshøvn
Sakshøvn är en vik i Färöarna (Kungariket Danmark).   Den ligger i sýslan Streymoyar sýsla, i den norra delen av landet, 40 km nordväst om huvudstaden Torshamn. Sakshøvn ligger på ön Streymoy.